# O Hábito Não Faz o Monge
In God We Tru$t (pt/br: O Hábito Não Faz o Monge) é um filme de comédia estrelado por Marty Feldman, Peter Boyle, Louise Lasser e Andy Kaufman. 
A história é sobre um monge (Marty Feldman) que nunca foi a cidade grande e que finalmente sai do mosteiro para arrecadar US$5 Mil para sua moradia. Com a ajuda de uma prostituta (Louise Lasser), o monge Ambrose tenta se encontrar com Amaggenddon T. Thunderbird (Andy Kaufman), um pastor que pode conseguir o dinheiro para salvar o mosteiro. Porém ele descobre que as pessoas na cidade só utilizam Deus para conseguir lucro, entre eles o próprio Thunderbird e um padre com sua igreja móvel (Peter Boyle).